# 沉降缝
沉降缝是为了防止建筑物因其荷载、高度、结构以及地基承受力的不同，而出现的不均匀沉降导致建筑物发生错动开裂，沿着建筑物高度设置竖向缝隙，将建筑物划分为若干自由沉降的单元的垂直缝。

## 差异
与伸缩缝和防震缝不同的是，设置沉降缝时要求从基础到屋顶所有构件均需要断开。

## 设置宽度
设置宽度与地基和建筑物的高度有关，一般而言，建筑物越高、地基越软弱、宽度就越大。
| 地基情况 | 建筑物高度          | 沉降缝宽度（mm）  |
| -------- | ------------------- | ----------------- |
| 一般地基 | <5m 5-10m 10-15m    | 30 50 70          |
| 软弱地基 | 2-3层 4-5层 6层以上 | 50-8 80-120 > 120 |

1. ↑  《建筑地基基础设计规范》 7.3.1
2. ↑  《建筑地基基础设计规范》 7.3.3